# العقديات المخضرة
العقديات المخضرة أو بكتريا سبحية من نوع ألفا هي مجموعة كبيرة من أنواع البكتيريا موجبة الجرام العقديات المتعايشة التي يتم ألفا-الانحلالي، وتنتج صبغة خضراء على لوحات أجار الدم (ومن هنا جاء اسم «المخضرة»، من اللاتينية «البلدي» والأخضر). غالبًا ما يُستخدم المصطلح الكاذب «العقدية المخضرة» للإشارة إلى هذه المجموعة من الأنواع، ولكن الكتاب الذين لا يحبون استخدام المصطلح الكاذب (الذي يعامل مجموعة من الأنواع كما لو كانوا نوعًا واحدًا) يفضلون مصطلحات العقدية المخضرة  العقديات المخضرة مجموعة (VGS)، أو مخضرة الأنواع العقديات.